# Juana de Luna
Juana de Luna (1456 – 1480) was een Spaanse edelvrouw en de kleindochter van Álvaro de Luna.

## Afkomst
Juana de Luna was een dochter van Juan de Luna y Pimentel en diens echtgenote Leonor de Zúñiga. Haar vader was de erfgenaam van Álvaro de Luna, een van de machtigste mannen in het koninkrijk Castilië van de 15e eeuw. 

## Leven

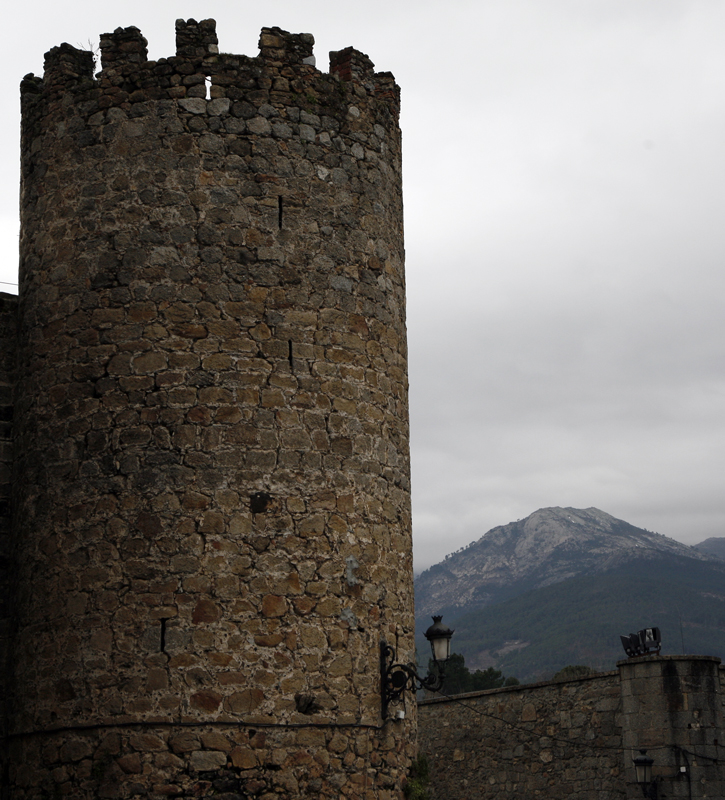
Het kasteel van Arenas de San Pedro waar Juana zich schuil hield voor de koning van Castilië

Voordat haar vader stierf maakte hij een testament op waarbij hij zijn pasgeboren dochter tot erfgenaam benoemde. In 1456 overleed Juan en zijn bezittingen vielen toe aan Juana de Luna. Die stond echter onder de voogdij van de moeder van haar vader, haar grootmoeder  Juana Pimentel. 
Juana werd vanwege de enorme erfenis een van de meest begeerde bruiden van Castilië. Twee belangrijke adellijke families streden om haar hand. De Pachecos en de Mendozas. Haar grootmoeder koos voor de Mendozas en tekende tegen de wil van koning Hendrik IV  een overeenkomst met Diego Hurtado de Mendoza.
De koning was bevriend met Juan Pacheco en wilde dat diens zoon, Diego López Pacheco met Juana zou trouwen. Hendrik IV viel de kastelen van de familie De Luna aan en Juana Pimentel moest zich overgeven. De koning eiste dat ze de voogdij van haar kleinkind uit handen gaf. 
Juana Pimentel vluchtte samen met haar dochter María en haar kleindochter naar het kasteel van Arenas de San Pedro en daarna naar het kasteel van Montalbán, maar moest zich na een belegering overgeven. Juana werd gegijzeld en moest met Diego trouwen. 
In 1469 trouwde Juana de Luna op twaalfjarige leeftijd met de even oude Diego López Pacheco, de latere markies van Villena en hertog van Escalona. Grootmoeder Juana Pimentel weigerde het huwelijk te erkennen. 
Hendrik IV stierf in 1474 en de katholieke koningen volgden hem op.  In 1480 overleed Juana. Met toestemming van Isabella I van Castilië creëerde grootmoeder Juana Pimentel een mayorazgo. Op  deze manier kon Juana Pimentel de bezittingen die ze nog over had in de familie houden en bewerkstelligen dat haar dochter María deze in 1484 erfde.